# Kakemono

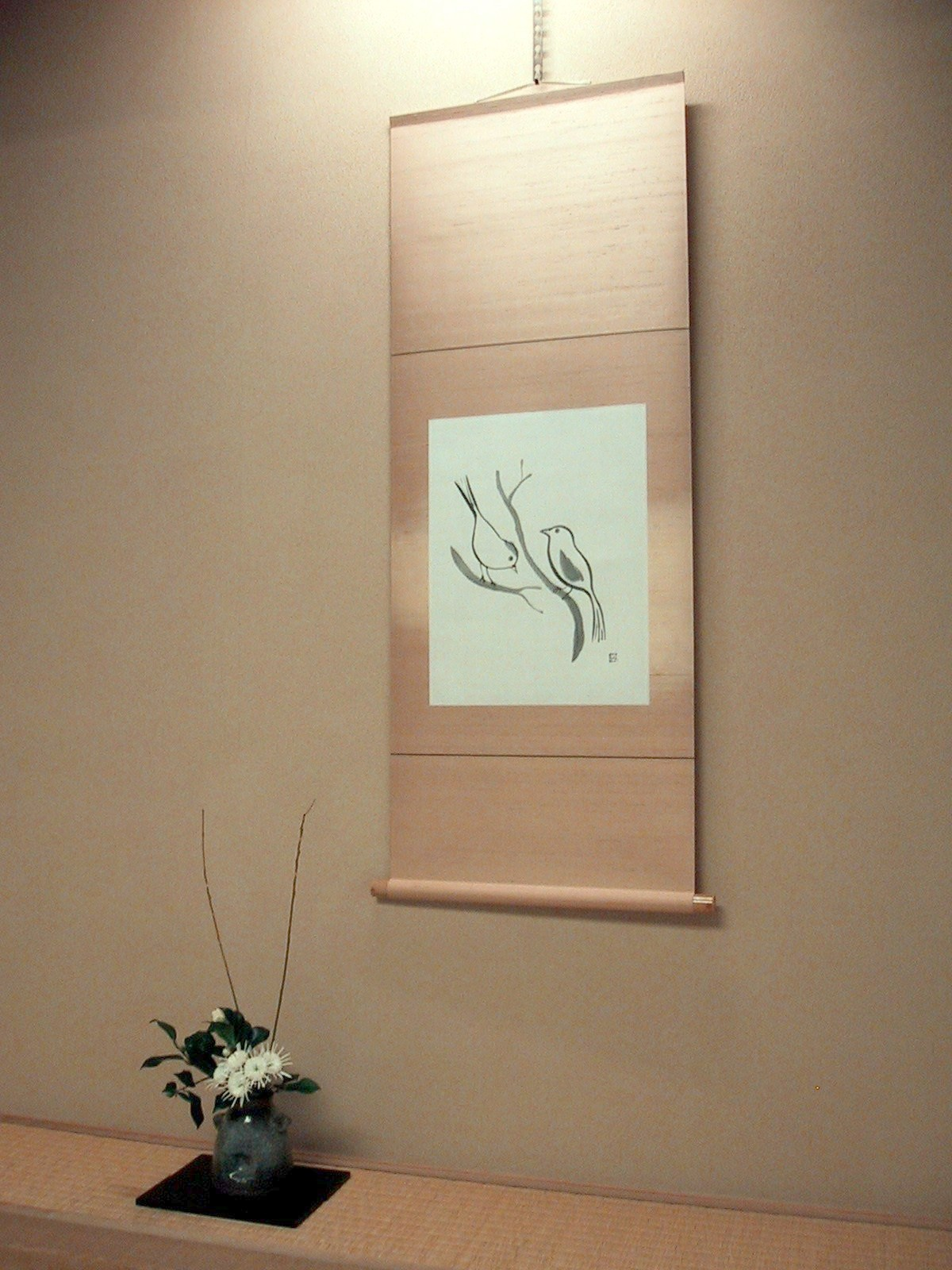
Kakemono

Kakemono (japanska: 掛物, ”hängting”) eller kakejiku (掛軸, ”hängrulle”) är en japansk tavelrulle med bilder eller kalligrafi i höjdformat målade på siden eller papper. Den förvaras hoprullad kring trästavar som är fästa i över- och underkanten och visas traditionellt upp vid speciella tillfällen i en särskild alkov för värdefulla föremål.
Vid visning i chashitsu, eller tehus, vid den traditionella japansk teceremonin, ska kakemono och dess kompletterande blomsterarrangegang medverka till en andlig stämning under ceremonin.
Kakemono introducerade i Japan under Heianperioden framför allt för att visa buddhistiska bilder som religiös vördnad eller som ett sätt att framföra kalligrafi eller poesi.
Motsvarande rulle i breddformat kallas makimono och rullas ut i sidled.